# Fernanda Coimbra
Fernanda Coimbra (Lisboa, 14 de julho de 1903 - 11 de outubro de 1991) foi uma actriz portuguesa.

## Biografia
No início dos anos 30 começou por fazer comédia, drama e teatro radiofónico, tendo mais tarde também trabalhado em televisão. Antes já frequentara o Conservatório Nacional para aprender Canto e Violino, mas acaba por desistir por não estar satisfeita com o ensino ali praticado. Estreia-se em opereta, o que a leva a ser deserdada pela família que não aceita que uma Coimbra (apelido) siga a vida de artista. Nessa mesma opereta conhece aquele que viria a ser o primeiro marido, o mulherengo Armando Nascimento. Das operetas que fez no Coliseu e com o desaparecimento deste género teatral, Fernanda Coimbra passa para a revista e representa no Teatro APOLO. Cinco anos após o casamento, divorcia-se de Armando Nascimento. Casa de novo em 1937 com o Visconde de Silvares com quem se manteve casada até 1952, vindo a abandonar o teatro por imposição do marido. Mas, Fernanda Coimbra foi sempre uma espectadora assídua dos teatros, embora as lágrimas lhe saltassem dos olhos e pensasse que nunca mais pisaria um palco. Aos 37 anos de idade, o Visconde surpreende Fernanda Coimbra ao oferecer-lhe um camarim montado na cave da sua grande casa. Em 1952 vê-se viúva e com quatro anciãs às suas custas: uma tia do marido, a mãe, uma prima, e uma irmã da mãe) e devido às dificuldades financeiras decide voltar ao teatro. Regressa em 1953 na Companhia de Alma Fora. 
Ao longo da sua carreira participou em várias companhias sendo de destacar a Companhia do Teatro Experimental de Cascais, o Teatro Nacional Dona Maria II e por fim a Companhia do Teatro Vasco Santana de Luzia Maria Martins e Helena Felix, onde se manteve até falecer aos 88 anos de idade.Trabalhou ao lado dos grandes da sua época, participou em televisão nas peças A Maluquinha de Arroios (ao lado de Luísa Salgueiro e Maria Albergaria) , A Senhora Ministra (ao lado de Ana Zanatti), entre outras.

## Morte
Morreu no dia 11 de outubro de 1991, aos 88 anos. Antes de falecer, redigiu uma carta, que, a seu pedido, foi lida no dia do funeral:
Caríssimos colegas de profissão (não menciono nomes com receio de me esquecer de alguns, pois nunca gostei de ferir ninguém) sirvo-me da minha querida filha Rosaura para me escrever esta mensagem em virtude de já estar muito trémula e com pouca visão. Nada de choros e lamentações, pensem antes que fui fazer uma grande digressão para dar um grande espectáculo para os anjinhos, contratada por São Pedro. Sofro um bocado, mas com o meu temperamento penso: morro de pé! Como as árvores! Obrigado a todos aqueles que se interessaram por mim na minha doença e que agora me acompanham à minha última casa. Não vou dizer que a minha casa está às vossas ordens porque não iriam aceitar!!!!!! Um grande beijo desta velhota que sempre vos admirou e sempre nutriu carinhos pelos jovens. Fernanda Coimbra

## Televisão
- 1960 - Casa de Pais[7][8]
- 1964 - O Roubo do Colar[9]
- 1970 - A Castro, realizado por Herlander Peyroteo
- 1980 - Retalhos da Vida de um Médico, baseado na vida e obra de Fernando Namora[10]
- 1981 - Uma Cidade como a Nossa - A César o que é de César
- 1982 -  Vila Faia, personagem Zulmira
- 1983 - Contos Fantásticos: A Noite de Walpurgis[11]
- 1984 - Fim de Século [12]
- 1986 - Resposta a Matilde
- 1987 - A Relíquia
- 1987 -  Palavras Cruzadas, personagem Maria Amélia
- 1986 - Duarte e Companhia, personagem Teresa (Sogra do Duarte)'[1]
- 1988 - Lá em Casa Tudo Bem
- 1989 - Longe

## Cinema
- 1972 - Pedro Só, realizado por Alfredo Tropa
- 1973 - A Promessa, realizado por António de Macedo
- 1977 - A Maluquinha de Arroios, realizado por Victor Manuel[13]
- 1979 - Os Filhos da Noite, realizado por João Roque
- 1980 - A Culpa, realizado por António Vitorino de Almeida

## Teatro
- 1933 - Cantiga Nova - Teatro Politeama[14]
- 1954 - Cinco Minutos Antes... - Teatro Avenida[15]
- 1957 - Antígona - Teatro Experimental de Lisboa (Clube Estefânia)
- 1958 - Com o Amor Não se Brinca - Teatro Maria Vitória[16]
- 1958 - A Minha Filha é de Gritos - Teatro Maria Vitória[17]
- 1963 - Canção de Amor - Teatro da Trindade[18]
- 1963 - Teatro de Brincar (3 Peças Infantis) - Teatro Capitólio[19]
- 1965 - O Segredo - Teatro Villaret[20]
- 1966 - A Casa de Bernarda Alba - Teatro Experimental de Cascais[21]
- 1966 - Mar - Teatro Experimental de Cascais[22]
- 1966 - A Maluquinha de Arroios - Teatro Experimental de Cascais[23]
- 1968 - O Comissário de Polícia - Teatro Experimental de Cascais[24]
- 1970 - Antepassados, Vendem-se - Teatro Experimental de Cascais[25]
- 1970 - Um Chapéu de Palha de Itália - Teatro Experimental de Cascais[26]
- 1975 - Isso Não Se Faz à Tia - Teatro Sá da Bandeira
- 1975 - Pascoal - Teatro Sá da Bandeira
- 1976 - Fanshen - Teatro Estúdio de Lisboa[27]
- 1978 - O Caso da Mãozinha Misteriosa - Teatro Aberto[28]
- 1979 - A Mãe - Teatro Experimental de Cascais[29]
- 1982 - Ai a Tola - Teatro Laura Alves[30]
- 1985 - Cesário Quê? - Teatro Estúdio de Lisboa[31]
- 1987 - O País do Dragão - Teatro da Graça[32]
- 1988 - Bruscamente no Verão Passado - Teatro da Graça[33]
- 1988 - Vieux Carré - Teatro da Graça[34]
- 1989 - O Filho do Ar - Teatro da Graça[35][36]